# Festival Django-Reinhardt
Le Festival Django-Reinhardt est un festival de jazz annuel qui se tient le dernier week-end de juin dans le parc du château de Fontainebleau, en Seine-et-Marne (France). Créé en 1983, le festival s'est déroulé jusqu'en 2015 à Samois-sur-Seine, sur l'île du Berceau, dans le département de Seine-et-Marne (France) et depuis dans le parc du château de Fontainebleau.

## Historique
Le festival doit son nom à Django Reinhardt, le plus célèbre des musiciens de jazz manouche, qui s'installa en 1951 à Samois-sur-Seine, petite commune de Seine-et-Marne où la manifestation fut créée en 1983. Il y décéda et y fut enterré en 1953.
En 1968, un premier hommage au célèbre guitariste fut organisé à Samois à l'occasion du 15e anniversaire de sa mort et dans les années 1970 se succédèrent d'autres hommages, alors épisodiques, qui menèrent finalement à la création, en 1983, d'un festival annuel sous l'impulsion de Jean-François Robinet, alors nouveau maire de la commune et ancien présentateur de journaux télévisés,. Celui-ci accueillit jusqu'en 2015 les plus grands noms du jazz français et international.
En 2016, dix-huit jours avant la 37e édition du festival, l'île du Berceau est balayée par une crue de la Seine qui oblige les organisateurs à trouver un nouveau lieu, et le festival déménage précipitamment à Fontainebleau, à environ une dizaine de kilomètres.
Le niveau de risque élevé et le respect des normes de sécurité du public entraînent la décision de changer définitivement de lieu et depuis 2017, le château de Fontainebleau accueille le festival de manière permanente dans la prairie du Bois d’Hyver.